# Springfield Fame
Gli Springfield Fame sono stati una franchigia di pallacanestro della USBL, con sede a Springfield, nel Massachusetts, attivi tra il 1985 e il 1986.
Vinsero il primo campionato USBL, arrivando primi nella regular season con un record di 19-6, in un campionato in cui non vennero disputati i play-off. Scomparvero dopo la stagione 1986.

## Palmarès
- United States Basketball League: 1

1985

## Stagioni
| Stagione | Lega | Denominazione    | V  | P  | %    | Piazzamento | Play-off |
| -------- | ---- | ---------------- | -- | -- | ---- | ----------- | -------- |
| 1985     | USBL | Springfield Fame | 19 | 6  | 76,0 | 1º          | Campioni |
| 1986     | USBL | Springfield Fame | 23 | 10 | 69,7 | 2º          | -        |